# Яголдай Сарайович
Яголдай (чи радше Єголдай) Сарайович — татарський князь, що в другій четверті XV століття прийняв підданство ВКЛ.  
За найпоширенішою версією, яку висловив ще Стефан Кучинський, він був сином Сарая Урусахова (зг. 1408) і братом дараги Усейна (зг. 1437), наближеного до хана Улуг-Мухаммеда, та, певно, казанського князя Шаптяка Сараєвича. За гіпотезою же Олени Русини, Яголдай тотожний беку Ягалтаю, котрий у 1340–50 роках перебував при дворі ханів Золотої Орди Джанібека та Бірдібека. 
Від Казимира Ягелончика Яголдай одержав комплекс маєтностей, до яких входили Мужеч (на Пслу, між сучасними містами Суджа та Обоянь Курської області), Милолюбль (на Сіверському Дінцю) й Оскол (нині м. Старий Оскол Білгородської області). Цей обширний феод, зафіксований в ярлику хана Золотої Орди Тохтамиша як «тьма Сарайового сина Яголдая», був успадкований його нащадками й проіснував до кінця 15 ст.; 1497 Яголдайовщину, як складову частину Путивльського повіту, поділили між чотирма київськими боярами; 1500 вона, як і решта Путивльщини, відійшла до Великого князівства Московського.